# Heinz Heck
Pour les articles homonymes, voir Heck.
Heinz Heck (Berlin, 22 janvier 1894 - Munich, 5 mars 1982) est un biologiste allemand. Directeur du zoo de Munich, il est connu pour avoir tenté de reconstituer avec son frère Lutz des races d'aurochs (les « aurochs de Heck ») et de tarpans (les « chevaux de Heck »
).

## Biographie

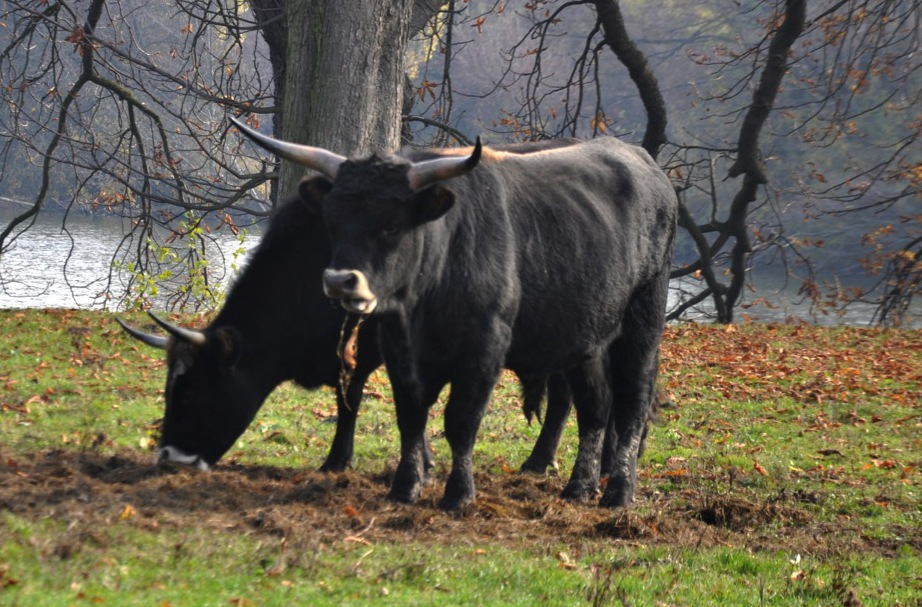
Aurochs de Heck : une tentative des années 1920 pour reconstituer des animaux proches de l'auroch à partir de bovins modernes.

Avec son frère Lutz Heck, directeur du jardin zoologique de Berlin, il travaille sur deux projets de recréation d'espèces disparues : le cheval de Heck, recréation du tarpan (cheval sauvage européen disparu au XIXe siècle, ancêtre de races de chevaux domestiques européennes), et l'aurochs de Heck, recréation de l'aurochs (bovidé sauvage des forêts d'Europe, disparu au XVIIe siècle).

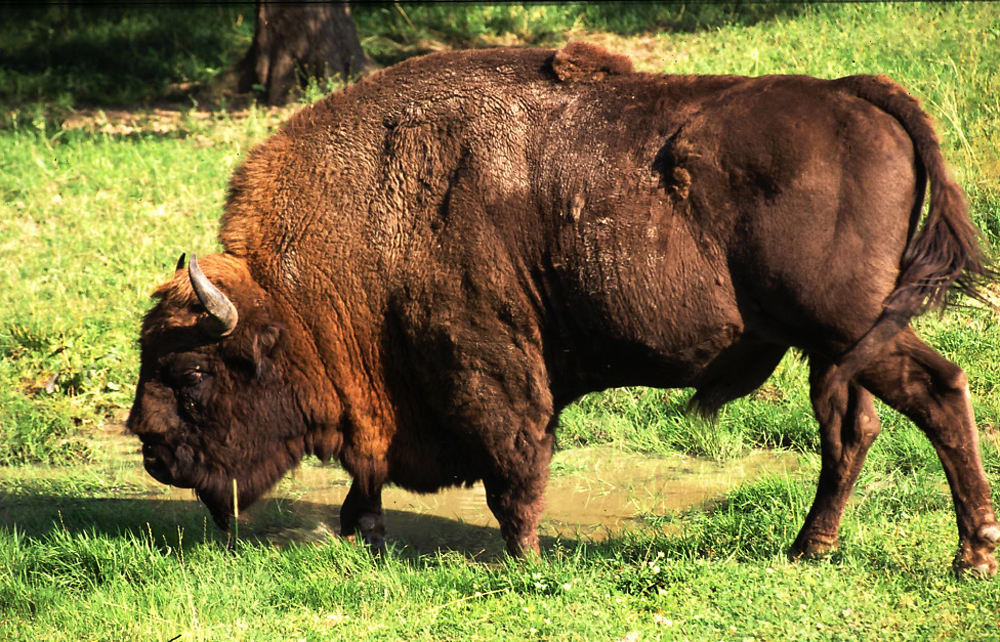
Le bison d'Europe (Bison bonasus) réintroduit dans la forêt de Bialovèse.

Heck joue également un rôle important dans la sauvegarde du bison d'Europe, menacé d'extinction : la majeure partie de sa population d'environ 90 individus est alors constituée de spécimens vivant en captivité en Allemagne, en raison des lourdes pertes subies par les populations sauvages au cours de la Première Guerre mondiale. À partir de la population captive restante, Heck crée le premier registre généalogique d'une espèce non domestique, initialement sous forme de fichier index en 1923, ce qui conduit à une publication complète en 1932. Grâce aux efforts de Heck, la population de bisons d'Europe a aujourd'hui considérablement augmenté, et l'espèce a été réintroduite en milieu naturel.

## Critiques
Son travail de recréation de l'aurochs et du tarpan a été critiqué, car un animal éteint ne peut plus être recréé. Selon le postulat de Heck, les gènes d'une espèce éteinte perdurent chez ses descendants existants, ce qui permet en théorie de reconstituer cette espèce éteinte par croisement entre individus actuels : cependant, selon la génétique moderne, il est en pratique impossible de mener à bien un tel projet.